# Cleisostoma loratum
Cleisostoma loratum är en orkidéart som beskrevs av Heinrich Gustav Reichenbach. Cleisostoma loratum ingår i släktet Cleisostoma och familjen orkidéer. Inga underarter finns listade i Catalogue of Life.